# Cadillac STS
La Cadillac STS est une berline du constructeur automobile américain Cadillac lancée en 2004, en Amérique du Nord, puis en Europe un an plus tard. Elle remplace la Seville et devient ainsi le sommet de la gamme Cadillac sur le vieux continent.
Son appellation reprend l'abréviation de Seville Touring Sedan, la dénomination de la version typée sport de l'ancienne Seville.
En 2008, elle reçoit un léger restylage et son V6 est revu. Pour le moment, la STS restylée est uniquement vendue en Amérique du Nord.
Cadillac a arrêté la production de la STS en mai 2011.

## Origines
La STS était la successeur de la Cadillac Seville  qui, à partir de 1987, était disponible en version haut de gamme STS (pour Seville Touring Sedan) axée sur les performances et SLS (pour Seville Luxury Sedan) axée sur le confort. L'année suivante, la STS a reçu le tout nouveau système Northstar de Cadillac, dont le moteur V8 Northstar D37 en aluminium DOHC.
Bien que plus petite que la DTS full-size, la STS la plus chère était la berline phare de la marque Cadillac.

## Sécurité
La Cadillac STS a été notée par un test de collision quatre étoiles à l'avant et cinq étoiles à l'arrière par la National Highway Traffic Safety Administration. Elle a obtenu une note globale «bonne» au test de collision frontale de l'Insurance Institute for Highway Safety et une note «acceptable» au test de choc latéral. Dans le test d'impact latéral, les mesures des blessures au bassin du conducteur ont été jugées «médiocres» et pour le torse «acceptables».

## 2005-2007
Le nom du modèle Seville à traction avant a été retiré en 2004, remplacé par une toute nouvelle "STS" basée sur la plateforme GM Sigma à traction arrière. Première berline Cadillac offerte en traction intégrale, elle a conservé la suspension Magnetic Ride Control haute performance de la Seville. La Cadillac STS a été assemblée à l'usine de GM de Lansing Grand River à Lansing, au Michigan avec la plus petite berline CTS.
Les moteurs disponibles étaient un V6 LY7 High Feature de 3,6 L développant 259 ch (190 kW) et 342 N m et le V8 Northstar LH2 de 4,6 L développant 324 ch (239 kW) et 427 N m dans la STS. Tous les modèles de moteurs sont équipés de doubles arbres à cames en tête avec calage variable des soupapes. L'allumage à distance est standard.
La longueur totale a diminué de 13 mm à 4 986 mm, mais l'empattement a augmenté de 102 mm à 2 957 mm, ce qui a permis d'augmenter l'espace intérieur. Un affichage tête haute était facultatif, tout comme un système stéréo Bose de 300 watts avec capacité MP3. Le prix de base au lancement variait de 40 575 $ US pour le modèle V6 à 47 025 $ US pour le V8.

### Galerie de photos

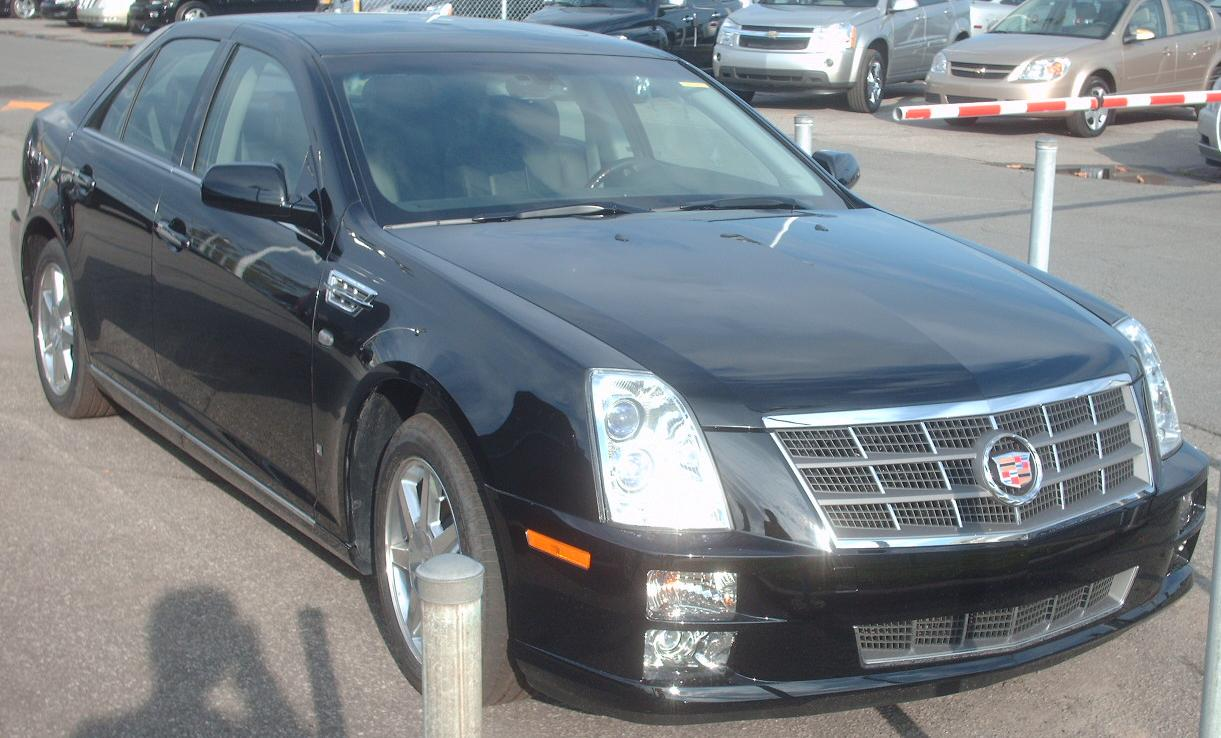
STS Phase II
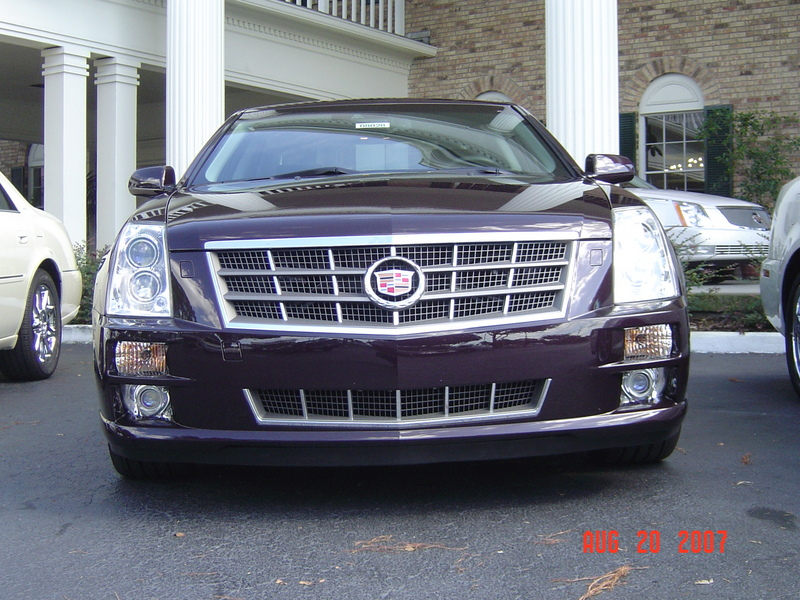
STS Phase II

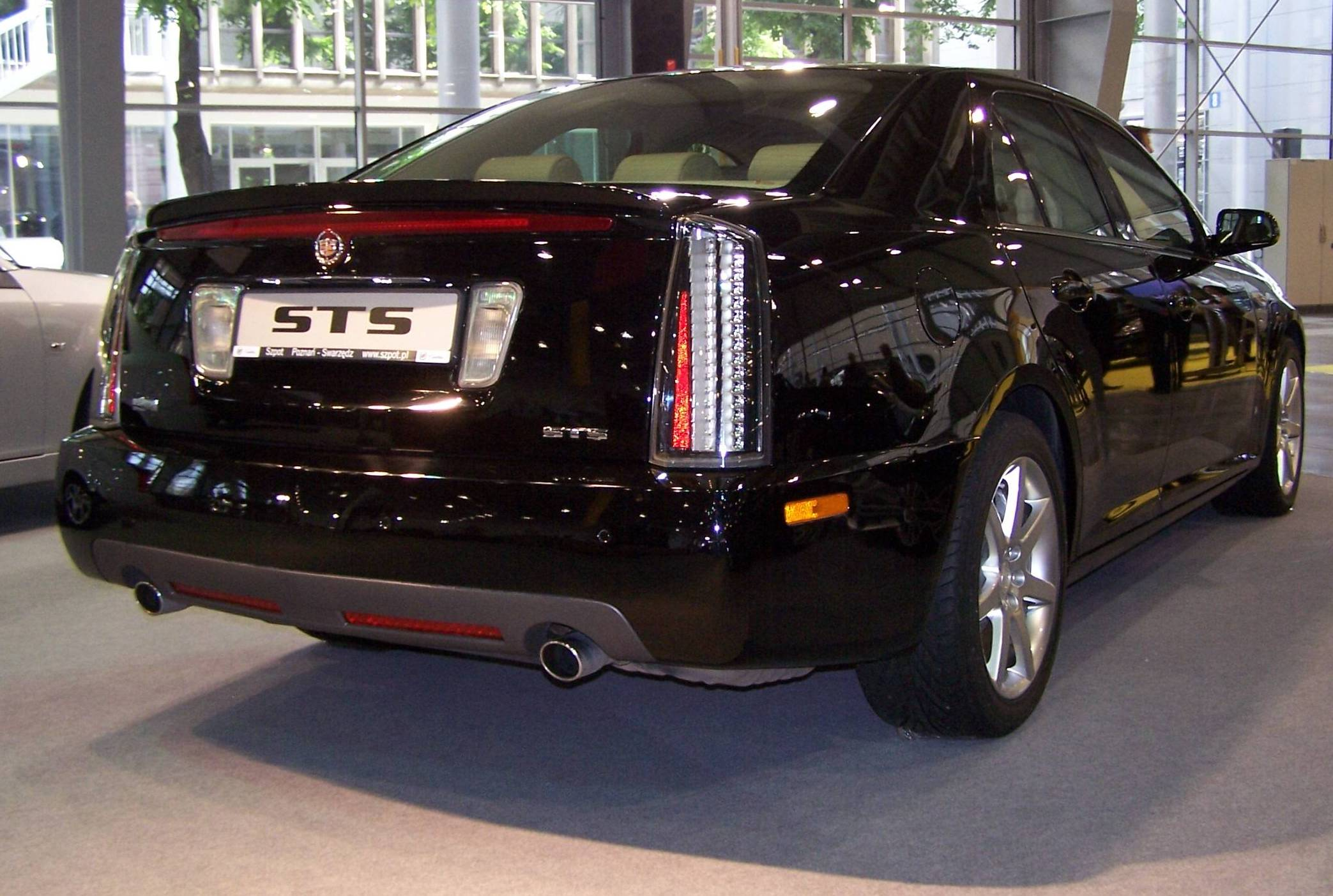
STS
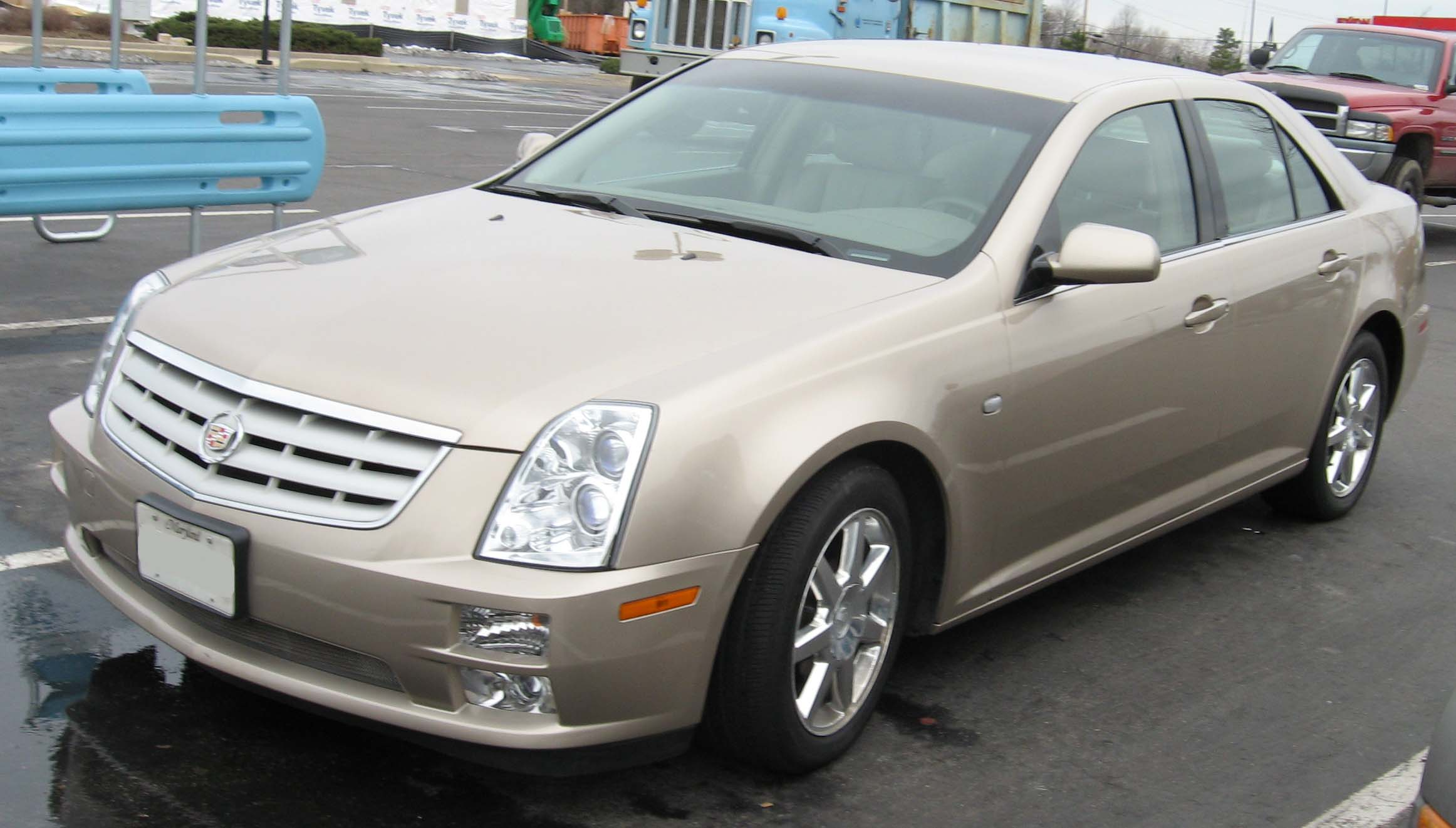
STS
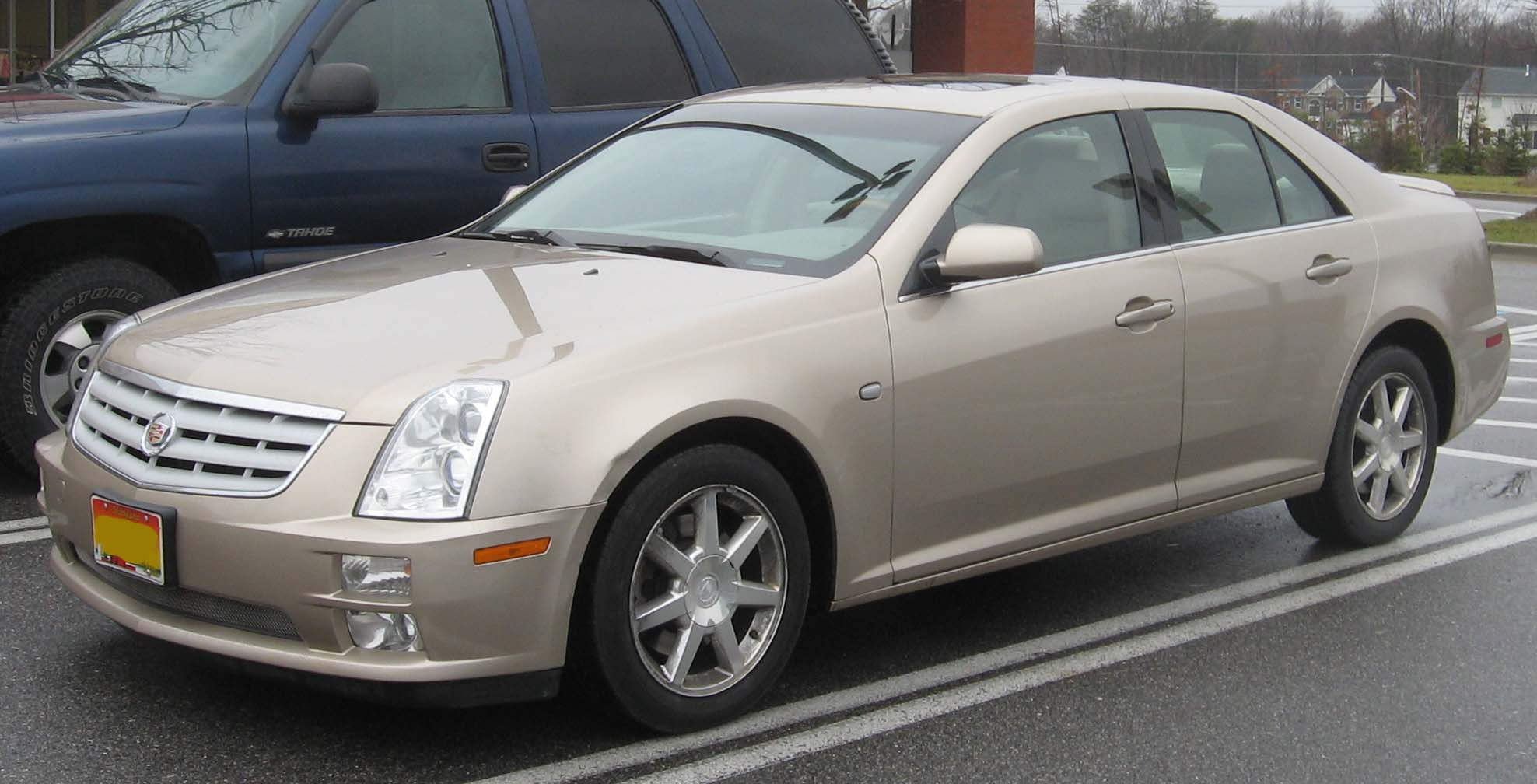
STS
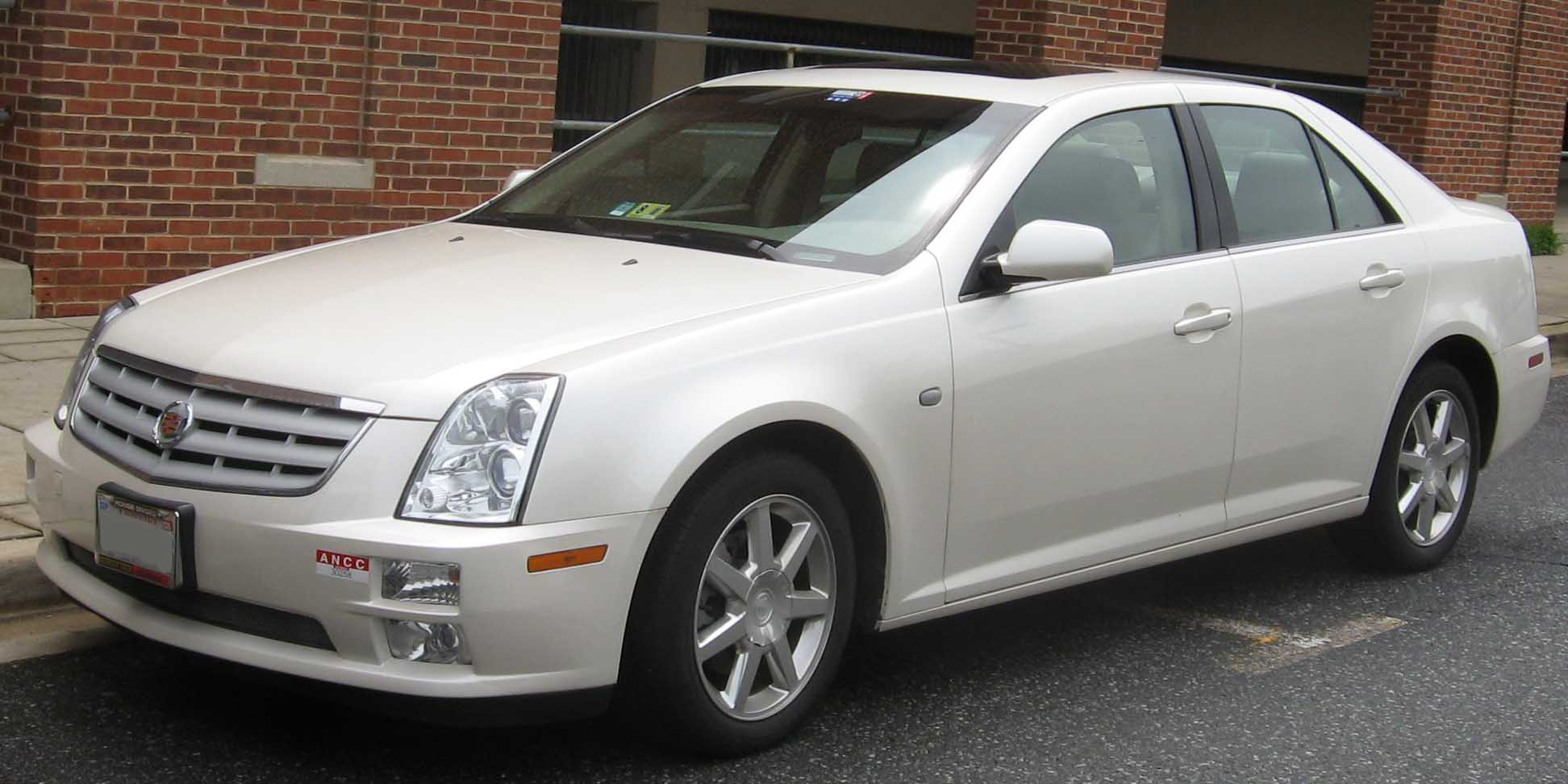
STS
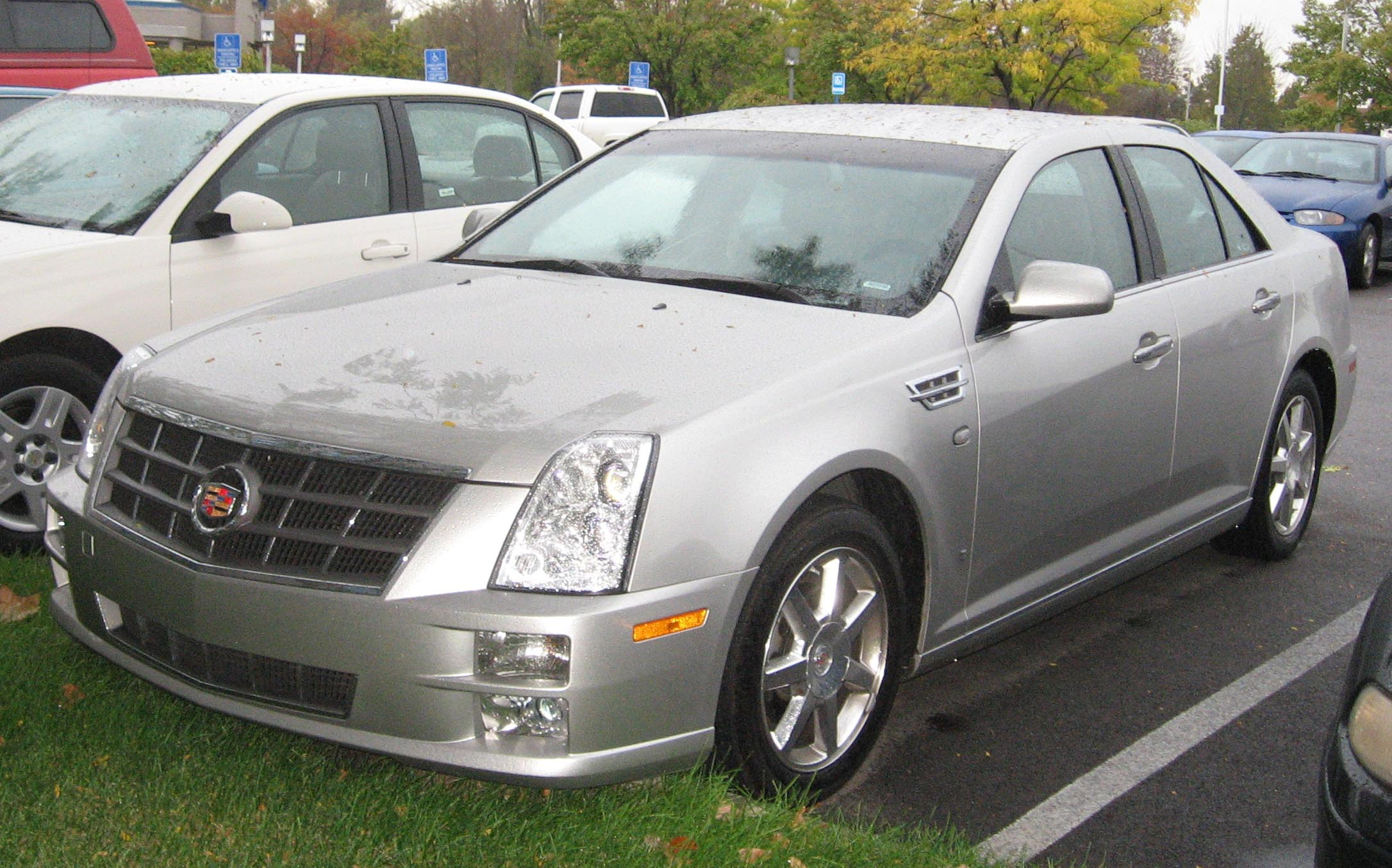
STS
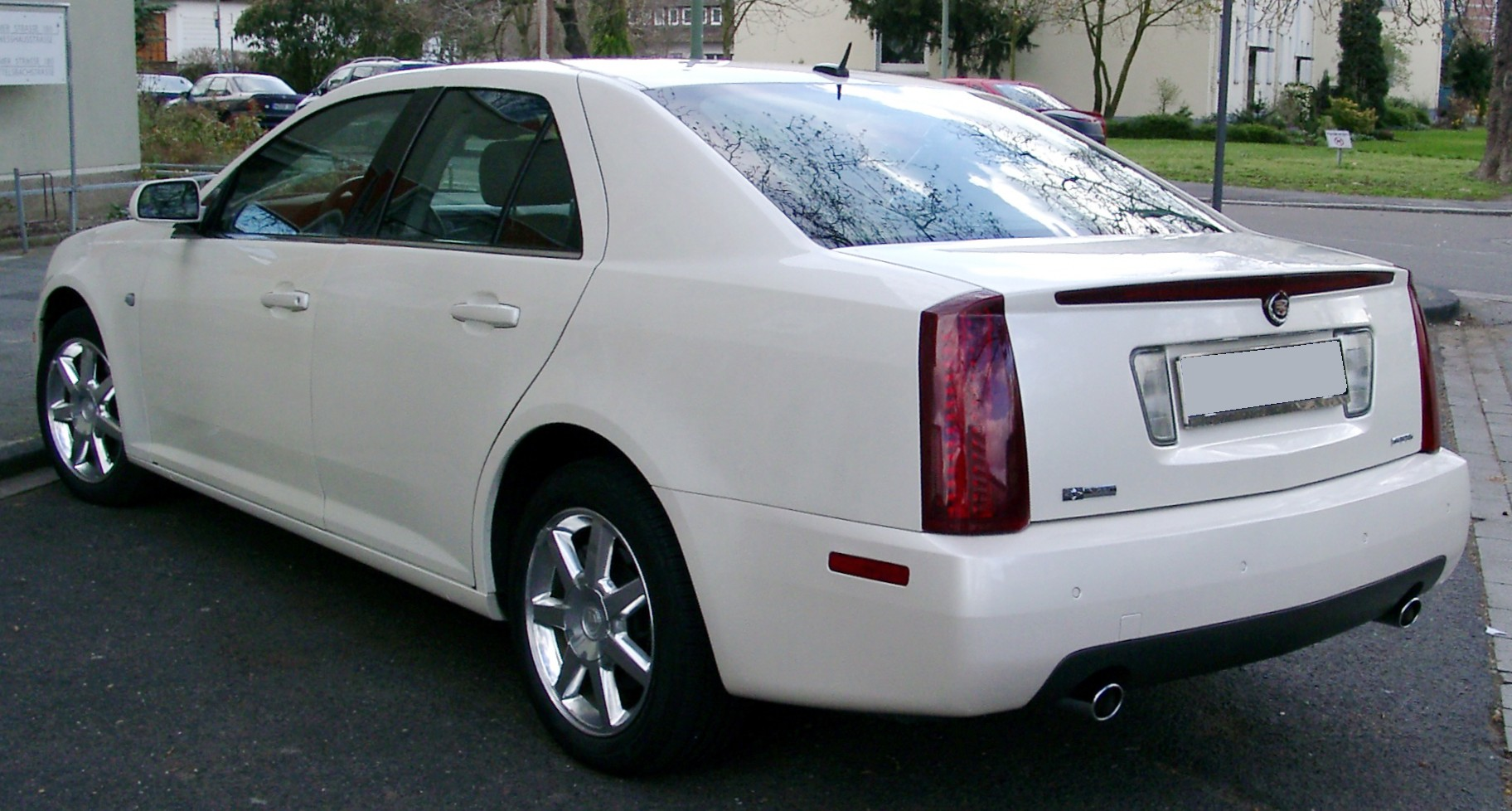
STS
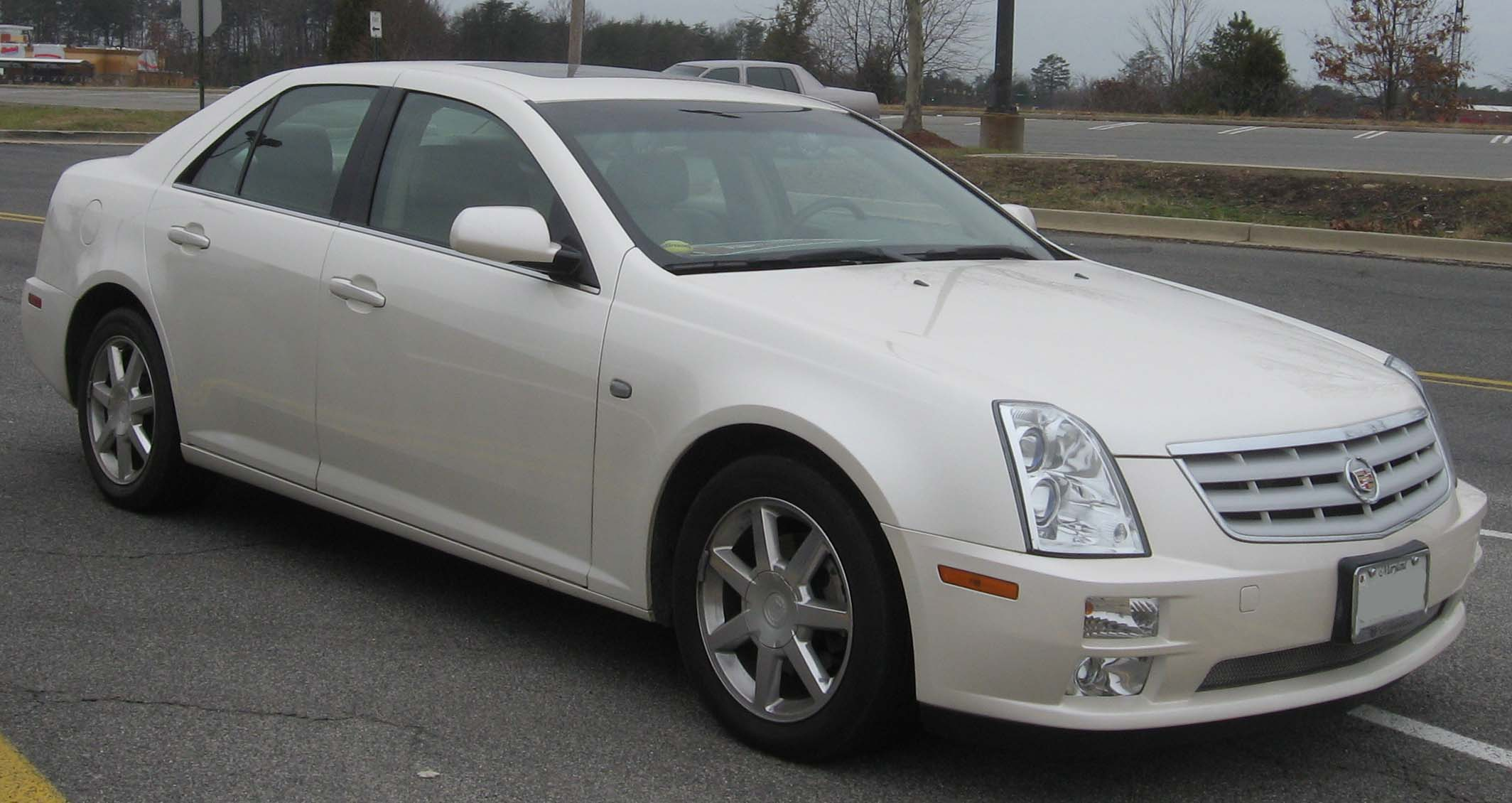
STS

## 2008-2011

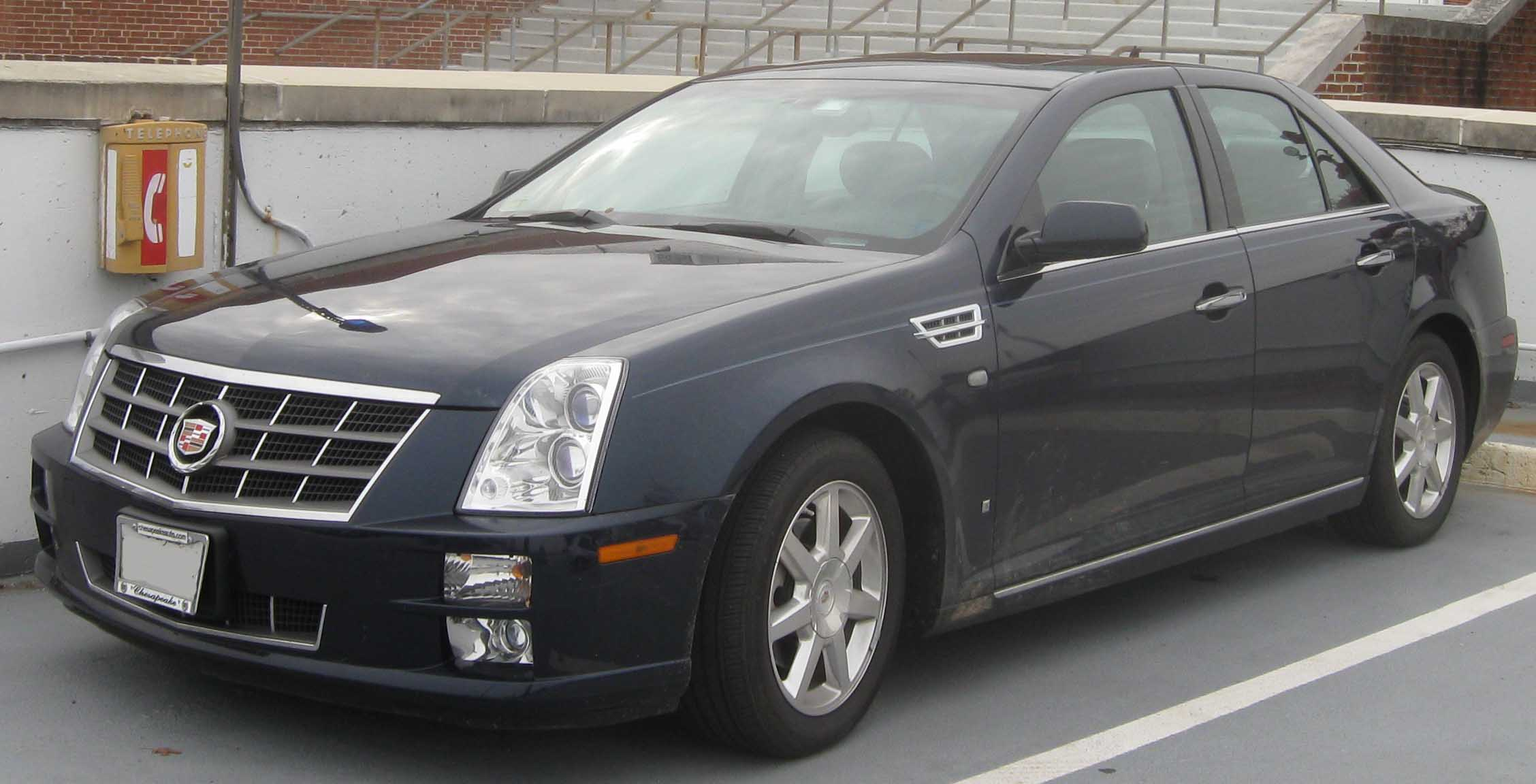
STS Phase II

Intervenu en 2008 en Amérique du Nord uniquement, le premier restylage concerne surtout la face avant empruntée à la SLS, version chinoise de la STS, avec une calandre inspirée de la dernière CTS. Elle adopte aussi l'injection directe sur son V6 3,6 L qui développe désormais 306 ch (225 kW). Cette version n'est pas importée en France.
La STS a été mise à jour pour 2008. Les modifications comprenaient un extérieur rafraîchi, avec des repères de style ressemblant à la CTS de 2008, comme une calandre plus grande et plus agressive et des évents d'ailes chromés. L'intérieur a été mis à jour, avec de nouveaux matériaux et un nouveau volant, bien que le design intérieur global soit resté le même, malgré les rumeurs précédentes d'un tout nouvel intérieur similaire à celui de la SLS du marché chinois. Le groupe motopropulseur standard était un V6 de 3,6 L à injection directe couplé à une transmission automatique à six vitesses, qui dans la STS produisait 302 ch (225 kW) et 369 N m de couple. Elle offrait également des caractéristiques de sécurité améliorées, notamment un système d'avertissement de sortie de voie développé par Mobileye, un système de surveillance des angles morts et une version améliorée du système de contrôle de stabilité StabiliTrak de GM, qui pouvait faire fonctionner le système de direction en plus des freins pour aider à corriger un dérapage. De plus, des options auparavant limitées au modèle V8 (comme les phares DHI et l'affichage tête haute pour automobile) étaient disponibles avec le V6. La Cadillac STS de 2008 a fait ses débuts au Salon de l'auto de New York 2007.
Une mise à jour de 2010 pour la STS a supprimé les badges GM, bien que les modèles du début de 2010 conservent toujours le badge GM. Pour 2011, le V8 a été retiré de la gamme Cadillac STS.

### Galerie de photos
- STS Phase II
- STS Phase II

## Version STS-V

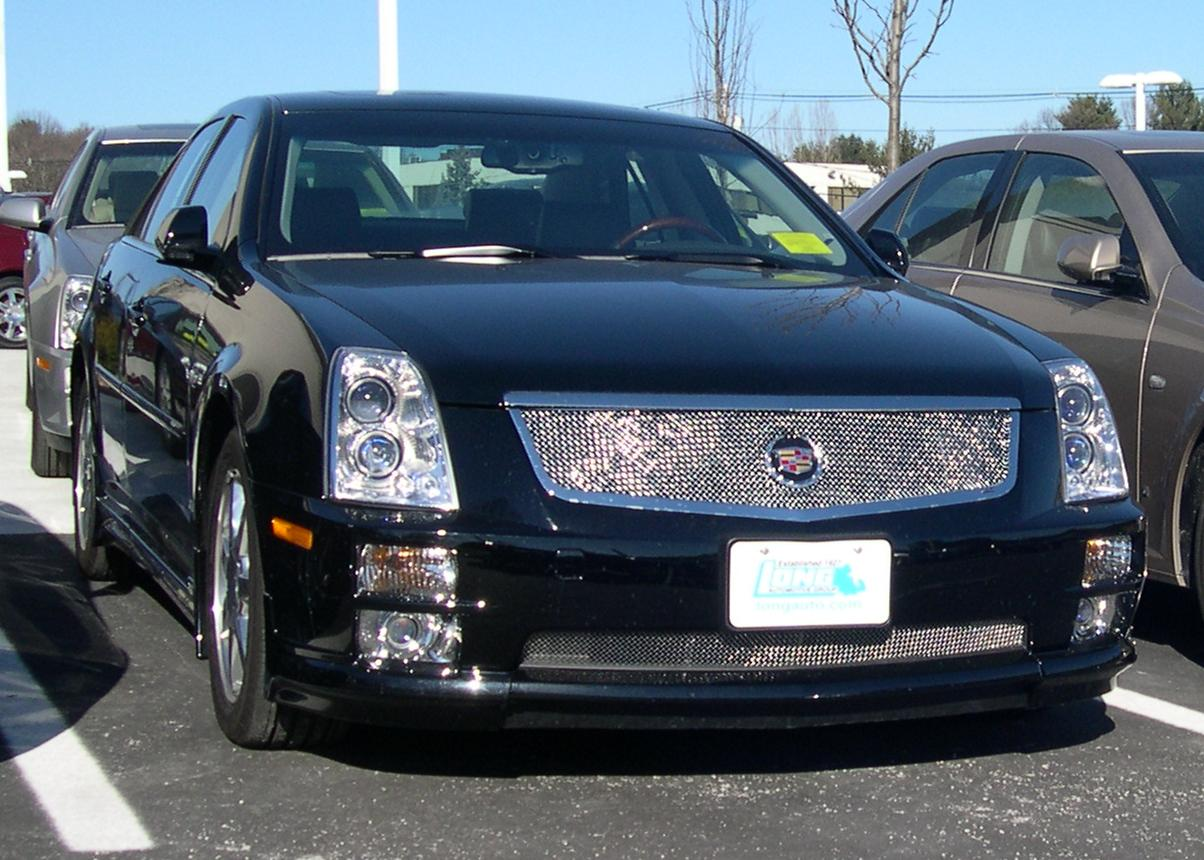
STS-V

À l'instar de la CTS-V, Cadillac a développé une version plus sportive de sa berline.
La STS-V de 2006 a été présentée au Salon de l'auto de Detroit 2005. Il dispose d'une version suralimentée de 4,4 L du Northstar V8, ainsi que de mises à niveau de gestion. Ce moteur est certifié par la SAE pour produire 476 ch (350 kW) et 595 N m. Le modèle a été abandonné en 2009.

## Cadillac SLS chinoise

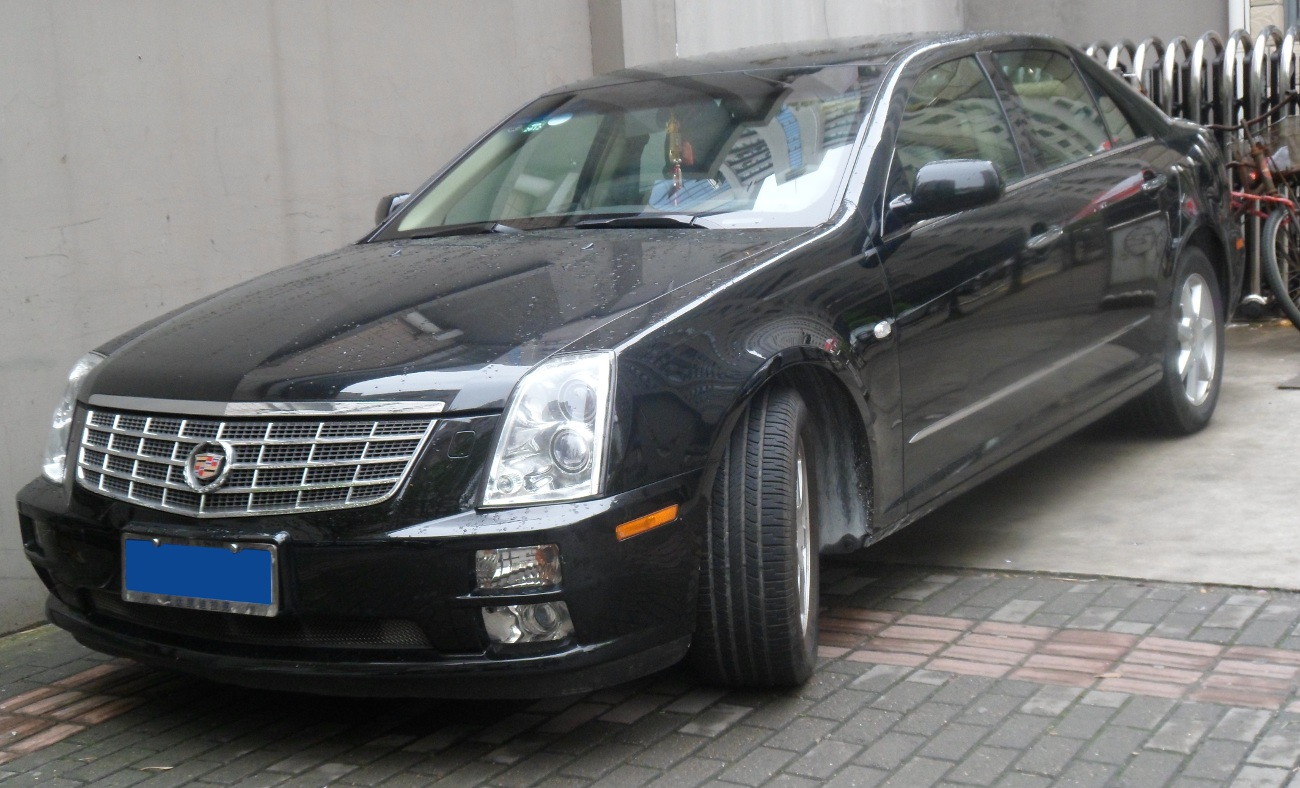
Cadillac SLS de 2007-2009

Version chinoise de la Cadillac STS qui a pour différence principale sa longueur (+ 100 mm soit 5 120 mm), un petit restylage et un moteur spécifique de 4 cylindres 2,0 L T de 266 ch (195 kW). 7 000 exemplaires vendus en Chine en 2011.
Le marché chinois a reçu la Cadillac SLS (pour Seville Luxury Sedan) en novembre 2006 pour l'année modèle 2007. Elle a été assemblée par Shanghai GM. Comparé au STS, la SLS a un empattement plus long, des aménagements intérieurs uniques et une apparence presque identique. Les choix de moteurs incluaient le V6 LP1 de 2,8 litres, le V6 LY7 de 3,6 et le V8 Northstar de 4,6 litres comme dans la STS V8 de 2007 à 2009. Le moteur 3,6 litres LLT était disponible de 2010 à 2011 jusqu'à ce qu'il soit remplacé par le 2,0 litres LDK et le 3,0 litres LF1 V6 pour les modèles de 2011 à 2013.

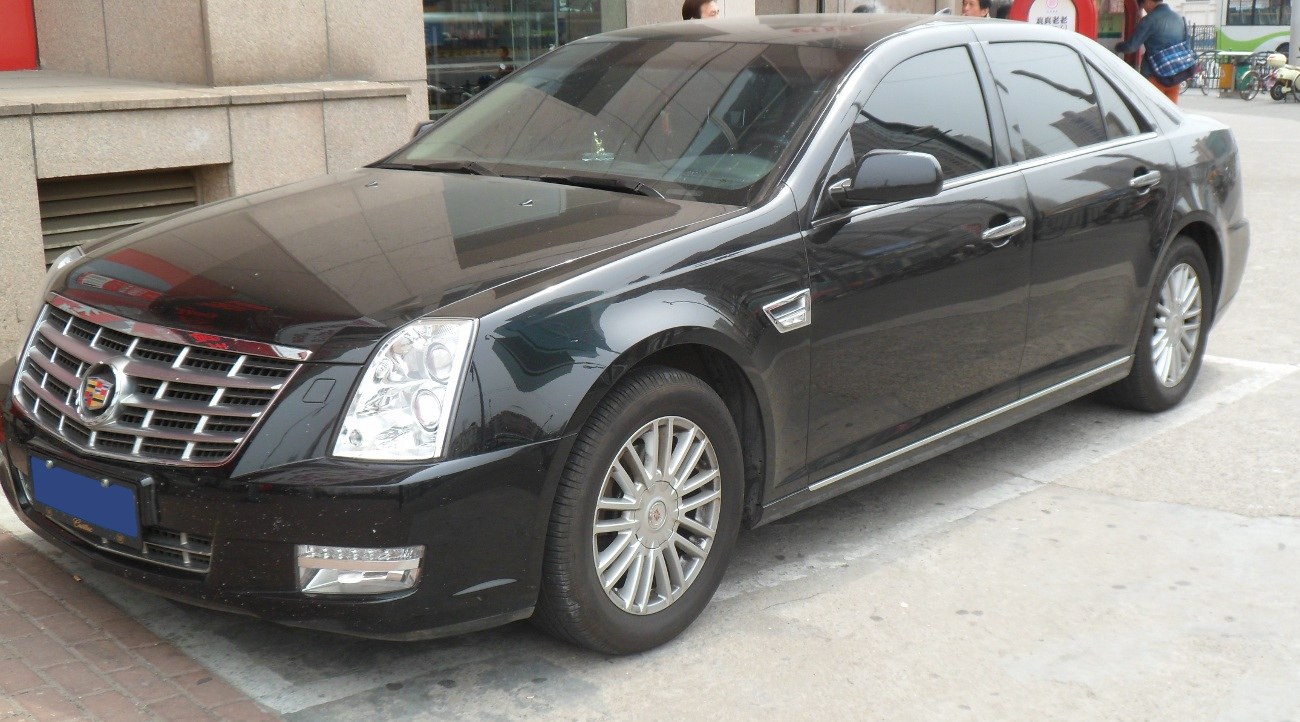
Cadillac SLS de 2010-2013

La SLS de spécification chinoise a fait peau neuve fin 2009 et a été vendu en tant que modèle de l'année 2010. La calandre, le pare-chocs et bien d'autres détails ont été révisés. La SLS avait un prix de 448 000 à 698 000 CNY (71 075 à 110 737 $ US).
GM a arrêté la production de la SLS en février 2013.

## Motorisations
Quatre moteurs essence aux choix:
- V6 3,6 L 261 ch (192 kW) (2004-2008),
- V6 3,6 L VVT 306 ch (225 kW) (2008-2011), Amérique du Nord uniquement,
- V8 4,6 L 330 ch (242 kW) (2004/2005-2011),(USA/Europe),

À noter qu'une transmission intégrale AWD est disponible,
- V8 4,4 L Compressé 483 ch (355 kW), (2006/2007-2010), (USA/Europe), Pour la STS-V,

## Ventes

### Ventes américaines annuelles
| Année civile | Ventes totales |
| ------------ | -------------- |
| 2004         | 9 484          |
| 2005         | 33 497         |
| 2006         | 25 676         |
| 2007         | 20 873         |
| 2008         | 14 790         |
| 2009         | 6 037          |
| 2010         | 4 473          |
| 2011         | 3 338          |
| 2012         | 164            |

### Ventes en France
| Année  | 2005 | 2006 | 2007 | 2008 | 2009 | Total |
| Ventes | 35   | 28   | 9    | 3    | 1    | 76    |

## Successeur
LA STS final a été assemblé le 4 mai 2011. La berline CTS à traction arrière agrandie de troisième génération introduite en 2013 en tant que modèle 2014, similaire en taille et en prix à la STS, lui a effectivement succédé.